# Francesca e Giovanni - Una storia d'amore e di mafia
Francesca e Giovanni - Una storia d'amore e di mafia è un film del 2025 diretto da Simona Izzo e Ricky Tognazzi.

## Trama
La storia d'amore fra Francesca Morvillo e Giovanni Falcone, uniti nella lotta contro la mafia fino alla Strage di Capaci.

## Distribuzione
Il film è stato distribuito nelle sale cinematografiche italiane il 15 maggio 2025.